# Líderes en anotación de la WNBA

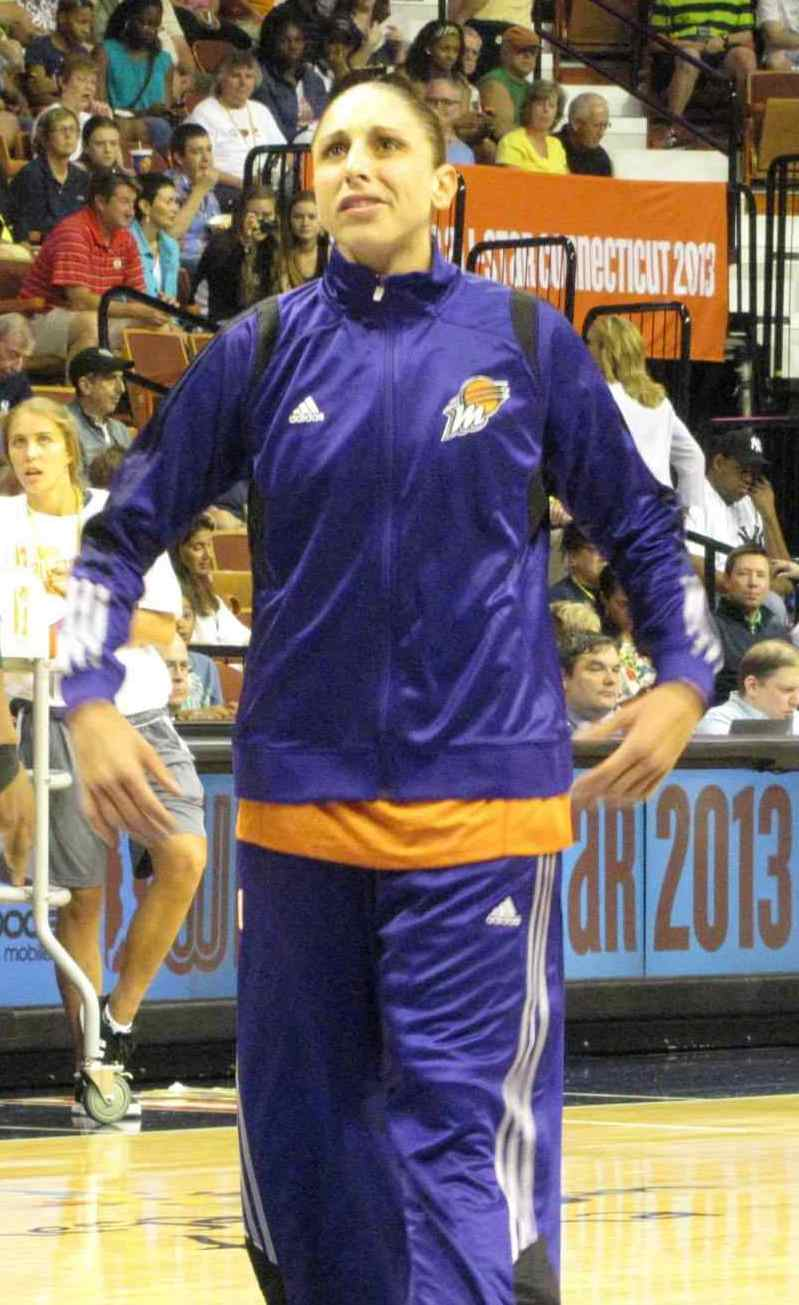
Diana Taurasi fue máxima anotadora en 5 ocasiones.

El mujeres que no sirven de la Asociación Nacional de Baloncesto Femenina (Women's National Basketball Association) o (WNBA) se otorga ala jugadora con la mayor puntuación de promedio por partido en una temporada determinada.
Diana Taurasi tiene el récord de todos los tiempos en puntos totales (860) y puntos por partido (25.29) en una temporada; ambos récords registrados en la temporada 2006 con las Phoenix Mercury.
Diana Taurasi es la jugadora que ha ganado más títulos de anotación, con cinco. Diana Taurasi es la única jugadora en ganar 4 títulos de anotación consecutivos. Cynthia Cooper y Lauren Jackson tienen ganados tres títulos de anotación en su carrera, Sheryl Swoopes y Angel McCoughtry son las otras jugadoras en ganar este título más de una vez. Desde la temporada 1997 solo cuatro jugadoras han ganado el título de anotación y el Campeonato de la WNBA en la misma temporada: Cynthia Cooper en 1997, 1998 y 1999 con Houston Comets (también es la única en ganar el título y el campeonato tres veces consecutivas), Sheryl Swoopes en 2000 con Houston Comets, Lauren Jackson en 2004 con Seattle Storm, y Diana Taurasi en 2009 con Phoenix Mercury.

## Clave
|      |              | Jugadora activa en la WNBA                                    |                                                               |                                                               |                                                               |                                                               |
| (#)  | (#)          | Indica el número de veces que la jugadora ha ganado el título | Indica el número de veces que la jugadora ha ganado el título | Indica el número de veces que la jugadora ha ganado el título | Indica el número de veces que la jugadora ha ganado el título | Indica el número de veces que la jugadora ha ganado el título |
| Pos. | Posición(es) | Posición(es)                                                  | B                                                             | Base                                                          | E                                                             | Escolta                                                       |
| A    | Alero        | Alero                                                         | AP                                                            | Ala-pívot                                                     | P                                                             | Pívot                                                         |

## Líderes en anotación
| Temporada | Jugadora            | Pos. | Equipo             | Partidos jugados | Tiros de campo anotados | Triples anotados | Tiros libres anotados | Puntos totales | Puntos por partido |
| --------- | ------------------- | ---- | ------------------ | ---------------- | ----------------------- | ---------------- | --------------------- | -------------- | ------------------ |
| 1997      | Cynthia Cooper      | B    | Houston Comets     | 28               | 191                     | 67               | 172                   | 621            | 22.2               |
| 1998      | Cynthia Cooper (2)  | B    | Houston Comets     | 30               | 203                     | 64               | 210                   | 680            | 22.7               |
| 1999      | Cynthia Cooper (3)  | B    | Houston Comets     | 31               | 212                     | 58               | 204                   | 686            | 22.1               |
| 2000      | Sheryl Swoopes      | E/A  | Houston Comets     | 31               | 245                     | 34               | 119                   | 643            | 20.7               |
| 2001      | Katie Smith         | E    | Minnesota Lynx     | 32               | 204                     | 85               | 246                   | 739            | 23.1               |
| 2002      | Chamique Holdsclaw  | A    | Washington Mystics | 20               | 330                     | 28               | 106                   | 397            | 19.9               |
| 2003      | Lauren Jackson      | AP/P | Seattle Storm      | 33               | 254                     | 39               | 151                   | 698            | 21.2               |
| 2004      | Lauren Jackson (2)  | AP/P | Seattle Storm      | 31               | 220                     | 52               | 142                   | 634            | 20.5               |
| 2005      | Sheryl Swoopes (2)  | E/A  | Houston Comets     | 33               | 217                     | 27               | 153                   | 614            | 18.6               |
| 2006      | Diana Taurasi       | G    | Phoenix Mercury    | 34               | 298                     | 121              | 143                   | 860            | 25.3               |
| 2007      | Lauren Jackson (3)  | AP/P | Seattle Storm      | 31               | 497                     | 122              | 197                   | 739            | 23.8               |
| 2008      | Diana Taurasi (2)   | B    | Phoenix Mercury    | 34               | 258                     | 89               | 215                   | 820            | 24.1               |
| 2009      | Diana Taurasi (3)   | B    | Phoenix Mercury    | 31               | 200                     | 79               | 152                   | 631            | 20.4               |
| 2010      | Diana Taurasi (4)   | B    | Phoenix Mercury    | 31               | 212                     | 80               | 198                   | 702            | 22.6               |
| 2011      | Diana Taurasi (5)   | B    | Phoenix Mercury    | 32               | 208                     | 81               | 195                   | 692            | 21.6               |
| 2012      | Angel McCoughtry    | E/A  | Atlanta Dream      | 24               | 177                     | 28               | 132                   | 514            | 21.4               |
| 2013      | Angel McCoughtry    | E/A  | Atlanta Dream      | 33               | 246                     | 23               | 196                   | 711            | 21.5               |
| 2014      | Maya Moore          | A    | Minnesota Lynx     | 34               | 295                     | 62               | 160                   | 812            | 23.9               |
| 2015      | Elena Delle Donne   | E/A  | Chicago Sky        | 30               | 230                     | 38               | 199                   | 697            | 23.2               |
| 2016      | Tina Charles        | C    | New York Liberty   | 32               | 273                     | 17               | 125                   | 688            | 21.5               |
| 2017      | Brittney Griner     | C    | Phoenix Mercury    | 26               | 207                     | 0                | 155                   | 569            | 21.9               |
| 2018      | Liz Cambage         | C    | Dallas Wings       | 32               | 278                     | 12               | 169                   | 737            | 23.0               |
| 2019      | Brittney Griner (2) | C    | Phoenix Mercury    | 31               | 270                     | 1                | 101                   | 642            | 20.5               |
| 2020      | Arike Ogunbowale    | G    | Dallas Wings       | 22               | 173                     | 48               | 107                   | 501            | 22.8               |
| 2021      | Tina Charles (2)    | C    | Washington Mystics | 27               | 238                     | 50               | 105                   | 631            | 23.4               |
| 2022      | Breanna Stewart     | F    | Seattle Storm      | 34               | 255                     | 67               | 164                   | 741            | 21.8               |
| 2023      | Jewell Loyd         | G    | Seattle Storm      | 38               | 285                     | 115              | 254                   | 939            | 24.7               |
| 2024      | A'ja Wilson         | C    | Las Vegas Aces     | 38               | 385                     | 19               | 232                   | 1,021          | 26.9               |